# Lista de códigos de região FIPS (D-F)
Esta é uma lista de FIPS 10-4 a região codifica de D-F, usando um formato de nome padronizado, e o linque cruzado para artigos. Em 2 de setembro de 2008, FIPS 10-4 foi um dos dez normas retiradas por NIST como uma Federal Information Processing Standard. A lista aqui é a última versão dos códigos. Para versões anteriores, veja o link abaixo.

## DA:Dinamarca
- DA01: Århus
- DA02: Bornholm
- DA03: Frederiksborg
- DA04: Fiônia
- DA05: Copenhague
- DA06: Copenhague
- DA07: Jutlândia do Norte
- DA08: Ribe
- DA09: Ringkobing
- DA10: Roskilde
- DA11: Jutlândia do Sul
- DA12: Storstrom
- DA13: Vejle
- DA14: Zelândia Ocidental
- DA15: Viburgo
- DA16: Frederiksberg
- DA17: Capital
- DA18:	Jutlândia Central (Incorretamente adicionado como "Midtjyllen" no último aviso mudança)
- DA19: Jutlândia do Norte
- DA20:	Zelândia
- DA21:	Dinamarca do Sul

## DJ:Djibuti
- DJ01: Ali Sabieh
- DJ04: Obock
- DJ05: Tadjourah
- DJ06: Dikhil
- DJ07: Djibuti
- DJ08: Arta

## DO:Dominica
- DO02: Saint Andrew
- DO03: Saint David
- DO04: Saint George
- DO05: Saint John
- DO06: Saint Joseph
- DO07: Saint Luke
- DO08: Saint Mark
- DO09: Saint Patrick
- DO10: Saint Paul
- DO11: Saint Peter

## DR:República Dominicana
- DR01: Azua
- DR02: Baoruco
- DR03: Barahona
- DR04: Dajabón
- DR06: Duarte
- DR08: Espaillat
- DR09: Independencia
- DR10: La Altagracia
- DR11: Elías Piña
- DR12: La Romana
- DR14: María Trinidad Sánchez
- DR15: Monte Cristi
- DR16: Pedernales
- DR18: Puerto Plata
- DR19: Hermanas Mirabal
- DR20: Samaná
- DR21: Sánchez Ramírez
- DR23: San Juan
- DR24: San Pedro de Macorís
- DR25: Santiago
- DR26: Santiago Rodríguez
- DR27: Valverde
- DR28: El Seibo
- DR29: Hato Mayor
- DR30: La Vega
- DR31: Monseñor Nouel
- DR32: Monte Plata
- DR33: San Cristóbal
- DR34: Distrito Nacional
- DR35: Peravia
- DR36: San José de Ocoa
- DR37: Santo Domingo

## EC:Equador
- EC01: Galápagos
- EC02: Azuay
- EC03: Bolívar
- EC04: Cañar
- EC05: Carchi
- EC06: Chimborazo
- EC07: Cotopaxi
- EC08: El Oro
- EC09: Esmeraldas
- EC10: Guayas
- EC11: Imbabura
- EC12: Loja
- EC13: Los Ríos
- EC14: Manabí
- EC15: Morona-Santiago
- EC17: Pastaza
- EC18: Pichincha
- EC19: Tungurahua
- EC20: Zamora-Chinchipe
- EC22: Sucumbíos
- EC23: Napo
- EC24: Orellana

## EG:Egito
- EG01: Dakahlia
- EG02: Mar Vermelho
- EG03: al-Buhaira
- EG04: Faium
- EG05: Garbia
- EG06: Alexandria
- EG07: Ismaília
- EG08: Guizé
- EG09: Monufia
- EG10: Minia
- EG11: Cairo
- EG12: Caliubia
- EG13: Vale Novo
- EG14: Xarqia
- EG15: Suez
- EG16: província de Assuão
- EG17: Assiut
- EG18: Beni Suef
- EG19: Porto Said
- EG20: Damieta
- EG21: Kafr el-Sheikh
- EG22: Matru
- EG23: Qina
- EG24: Sohag
- EG26: Sinai do Sul
- EG27: Sinai do Norte

## EI:Irlanda
- EI01: Carlow
- EI02: Cavan
- EI03: Clare
- EI04: Cork
- EI06: Donegal
- EI07: Dublim
- EI10: Galway
- EI11: Kerry
- EI12: Kildare
- EI13: Kilkenny
- EI14: Leitrim
- EI15: Laois
- EI16: Limerick
- EI18: Longford
- EI19: Louth
- EI20: Mayo
- EI21: Meath
- EI22: Monaghan
- EI23: Offaly
- EI24: Roscommon
- EI25: Sligo
- EI26: Tipperary
- EI27: Waterford
- EI29: Westmeath
- EI30: Wexford
- EI31: Wicklow

## EK:Guiné Equatorial
- EK03: Annobón
- EK04: Bioko Norte
- EK05: Bioko Sur
- EK06: Centro Sur
- EK07: Kié-Ntem
- EK08: Litoral
- EK09: Wele-Nzas

## EN:Estónia
- EN01: Harju
- EN02: Hiiu
- EN03: Ida-Viru
- EN04: Järva
- EN05: Jõgeva
- EN06: Kohtla-Järve*
- EN07: Ocidental
- EN08: Viru Ocidental
- EN09: Narva, Ida-Viru*
- EN10: Pärnu, Pärnu*
- EN11: Pärnu
- EN12: Põlva
- EN13: Rapla
- EN14: Saare
- EN15: Sillamäe, Ida-Viru*
- EN16: Talim*
- EN17: Tartu, Tartu*
- EN18: Tartu
- EN19: Valga
- EN20: Viljandi
- EN21: Võru

## ER:Eritreia
- ER01: Anseba
- ER02: Sul
- ER03: Mar Vermelho do Sul
- ER04: Gash-Barka
- ER05: Central
- ER06: Mar Vermelho no Norte

## ES:El Salvador
- ES01: Ahuachapán
- ES02: Cabañas
- ES03: Chalatenango
- ES04: Cuscatlán
- ES05: La Libertad
- ES06: La Paz
- ES07: La Unión
- ES08: Morazán
- ES09: San Miguel
- ES10: San Salvador
- ES11: Santa Ana
- ES12: San Vicente
- ES13: Sonsonate
- ES14: Usulután

## ET:Etiópia
- ET44: Adis Abeba
- ET45: Afar
- ET46: Amhara
- ET47: Benishangul-Gumuz
- ET48: Dire Dawa
- ET49: Gambela
- ET50: Harari
- ET51: Oromia
- ET52: Somali
- ET53: Tigray
- ET54: Nações, Nacionalidades e Povos do Sul

## EZ:República Checa
- EZ52: Praga (cidade capital)
- EZ78: Morávia do Sul
- EZ79: Boêmia do Sul
- EZ80: Vysocina
- EZ81: Carlsbad
- EZ82: Hradec Kralove
- EZ83: Liberec
- EZ84: Olomouc
- EZ85: Morávia-Silésia
- EZ86: Pardubice
- EZ87: Pilsen
- EZ88: Boêmia Central
- EZ89: Usti nad Labem
- EZ90: Zlin

## FI:Finlândia
- FI01: Alanda
- FI06: Lapônia
- FI08: Oulu
- FI13: Finlândia Meridional
- FI14: Finlândia Oriental
- FI15: Finlândia Ocidental

## FJ:Fiji
- FJ01: Central
- FJ02: Leste
- FJ03: Norte
- FJ04: Rotuma
- FJ05: Oeste

## FM:Micronésia
- FM01: Kosrae
- FM02: Pohnpei
- FM03: Chuuk
- FM04: Yap

## FR:França
- FR97: Aquitânia
- FR98: Auvérnia
- FR99: Baixa Normandia
- FRA1: Borgonha
- FRA2: Bretanha
- FRA3: Centro-Vale do Líger
- FRA4: Champanha-Ardenas
- FRA5: Córsega
- FRA6: Franco Condado
- FRA7: Alta Normandia
- FRA8: Ilha de França
- FRA9: Languedoque-Rossilhão
- FRB1: Limusino
- FRB2: Lorena
- FRB3: Midi-Pirenéus
- FRB4: Norte-Passo de Calais
- FRB5: País do Líger
- FRB6: Picardia
- FRB7: Poitou-Charentes
- FRB8: Provença-Alpes-Costa Azul
- FRB9: Ródano-Alpes
- FRC1: Alsácia

## FS:Terras Austrais e Antárticas Francesas
- FS00: Território do sul francês e Antárticas Francesas